# Šanghajski stolp
Šanghajski stolp, Shanghai Tower (kitajsko: 上海中心大厦; pinjin: Shànghǎi Zhōngxīn Dàshà) je 128-nadstropni, 632 metrov visok nebotičnik v Ludžjadzuiju, Pudong, Šanghaj. Je najvišja stavba na Kitajskem in tretja najvišja stavba na svetu po višini do arhitekturnega vrha. Od leta 2015 je najvišja in največja stavba na svetu s certifikatom LEED Platinum. Od leta 2015 do 2021 je bila tudi druga najvišja stavba na svetu, vse do dokončanja Merdeke 118, katere 160 metrov visok zvonik je za 49 metrov presegel Šanghajski stolp. Šanghajski stolp je imel tudi najhitrejša dvigala na svetu z največjo hitrostjo 20,5 metra na sekundo (74 km/h) do leta 2017, ko ga je presegel finančni center Guangzhou CTF z največjo hitrostjo 21 metrov na sekundo (76 km/h).
Zasnovalo ga je mednarodno oblikovalsko podjetje Gensler in je v lasti mestne uprave Šanghaja in je najvišja od prvih treh sosednjih super visokih stavb na svetu v Pudongu, drugi dve sta stolp Jin Mao Tower in svetovni finančni center, Šanghaj. Njegova večplastna konstrukcija, zasnovana za visoko energetsko učinkovitost, zagotavlja devet ločenih con, razdeljenih med pisarne, trgovine in prostočasne dejavnosti. Ameriški Svet za visoke stavbe in urbani habitat ga navaja kot »eno najbolj trajnostno naprednih visokih stavb na svetu«.
Prelomna in gradbena dela na stolpu so se začela 29. novembra 2008 in so bila končana 4. avgusta 2013. Zunanjost je bila dokončana poleti 2015, dela pa so bila ocenjena kot končana septembra 2014. Čeprav je bilo prvotno predvideno, da bo stavba odprta za javnost novembra 2014, je bil dejanski datum javne uporabe prestavljen na februar 2015. Razgledna ploščad je bila za obiskovalce odprta julija 2016; obdobje od julija do septembra 2018 je bilo poimenovano poskusno delovanje ali obdobje zagona.
Od 26. aprila 2017 sta razgledni ploščadi v 118. in 119. nadstropju (546 m oziroma 552 m visoko) v celoti odprti za javnost. Do leta 2020 je bila odprta še ena ploščad, poimenovana Vrh Šanghaja, v 121. nadstropju na 562 m, kar jo je uvrstilo med najvišje razgledne ploščadi na svetu in prehitelo razgledno ploščad Burdž Kalife na 555 m. Hotel J Shanghai Tower, odprt v 120. nadstropju leta 2021, je postal najvišji luksuzni hotel na svetu po višini nad tlemi.

## Zgodovina

### Načrtovanje in financiranje
Modeli načrtovanja za finančno okrožje Ludžjadzui iz leta 1993 kažejo načrte za tesno skupino treh super visokih nebotičnikov. Prvi od teh, Jin Mao Tower, je bil dokončan leta 1999; sosednji Šanghajski svetovni finančni center (SWFC) se je odprl leta 2008.
Šanghajski stolp je v lasti Yeti Construction and Development, konzorcija državnih razvojnih podjetij, ki vključuje Shanghai Chengtou Corp., Shanghai Lujiazui Finance & Trade Zone Development Co. in Shanghai Construction Group. Sredstva za gradnjo stolpa so bila pridobljena od delničarjev, bančnih posojil in šanghajske občinske uprave. Ocenjeni stroški gradnje stolpa so znašali 2,4 milijarde ameriških dolarjev.

### Gradnja
Leta 2008 je bilo območje – prej vadbišče za golf – pripravljeno za gradnjo. Slovesnost ob začetku gradnje je bila 29. novembra 2008, potem ko je stolp opravil študijo vplivov na okolje. Glavni izvajalec gradnje projekta je bila Shanghai Construction Group, član konzorcija, ki je lastnik stolpa.
Za gradnjo jedra stolpa nadstropje za nadstropjem je bil uporabljen ponavljajoč se postopek drsnega opaža. Do konca aprila 2011 se je jeklena armatura stolpa dvignila do 18. nadstropja, medtem ko je njegovo betonsko jedro doseglo 15. nadstropje, talna konstrukcija pa je bila dokončana do četrtega nadstropja. Do konca decembra 2011 so bili temelji stolpa dokončani, njegova jeklena konstrukcija pa se je dvignila nad 30. nadstropje. V prvih mesecih leta 2012 so se na cestah v bližini gradbišča stolpa začele pojavljati razpoke. Zanje so krivili posedanje tal, ki ga je verjetno povzročilo prekomerno črpanje podtalnice na območju Šanghaja in ne teža Šanghajskega stolpa.
Do maja 2012 je jedro stolpa doseglo višino 250 metrov, medtem ko so bila tla postavljena do višine 200 metrov. Do začetka septembra 2012 je jedro doseglo višino 338 metrov. Do konca leta 2012 je stolp dosegel 90. nadstropje, približno 425 metrov. Do 11. aprila 2013 je stolp dosegel 108 nadstropij, več kot 500 metrov, s čimer je presegel višino dveh sosednjih super visokih nebotičnikov, stolpa Jin Mao in Šanghajskega svetovnega finančnega centra. Gradbena ekipa je 3. avgusta 2013 položila zadnji nosilni nosilec stolpa, s čimer je stolp postal najvišja stavba na Kitajskem in druga najvišja na svetu. Na mestu zadnjega nosilca je potekala slovesnost ob zaključku gradnje. Med slovesnostjo je soustanovitelj podjetja Gensler, Art Gensler, izjavil:
Šanghajski stolp predstavlja nov način definiranja in ustvarjanja mest. Z vključevanjem najboljših praks trajnostnega in visokozmogljivega oblikovanja, z vpletanjem stavbe v urbano tkivo Šanghaja in vključevanjem življenja skupnosti vanjo, Šanghajski stolp na novo opredeljuje vlogo visokih stavb v sodobnih mestih in dviguje standarde za naslednjo generacijo super nebotičnikov.
Glavni arhitekt projekta, Džun Šja, je dejal: »Z vrhuncem Šanghajskega stolpa bo trio Ludžjadzui služil kot osupljiva predstavitev naše preteklosti, sedanjosti in brezmejne prihodnosti Kitajske.« Gu Džjanping, generalni direktor gradbenega podjetja Shanghai Tower, je izrazil željo podjetja, »da bi zagotovili kakovostnejše pisarniške in nakupovalne prostore ter prispevali k popolnosti mestnega obzorja in funkcionalnosti celotne regije«.
Januarja 2014 je kronska konstrukcija stolpa presegla mejo 600 metrov, ko je njegova gradnja vstopila v zadnjo fazo. Kronska konstrukcija stolpa je bila dokončana avgusta 2014, njegova fasada pa kmalu zatem. Notranja gradnja in električna napeljava stolpa sta bili končani konec leta 2014. Odprtje je bilo postopoma uvedeno poleti 2015.

### 2017 in kasneje
Do junija 2017 se je stolp soočal s težavami pri privabljanju najemnikov zaradi pomanjkanja vseh potrebnih dovoljenj lokalne gasilske enote in posledične nezmožnosti pridobitve uradnega uporabnega dovoljenja. Po poročilu junija 2017 je bilo oddanih v najem približno 60 % pisarniških prostorov, vendar se je vanj vselilo le 33 % teh najemnikov, zaradi česar so celotna nadstropja stolpa prazna; luksuzni hotel J se še ni odprl. Talna plošča stolpa ima stopnjo učinkovitosti le 50 odstotkov v nekaterih nadstropjih, v primerjavi s 70 odstotki za tipičen [nebotičnik], saj veliko omenjena zunanja lupina stolpa, ki je idealna za prepuščanje naravne svetlobe in zmanjšanje stroškov klimatizacije ... pomeni, da velikega dela tlorisne površine ni mogoče uporabiti.
Julija 2020 je prišlo do večjih puščanj vode od 9. do 60. nadstropja stolpa, ki so poškodovala številno pisarniško opremo in elektroniko. Vodstvo stolpa je sporočilo, da bo po nujnih popravilih opravljen celovit pregled nadstropja, kjer je prišlo do puščanja, in kasneje poročalo, da je puščanje povzročila okvara opreme. Po poročanju Shanghai Observer so na spletu krožili napačni videoposnetki, ki so trdili, da se je strop stolpa zrušil, pri čemer so bili posnetki iz nakupovalnega središča v Naningu posneti leta 2016. 19. junija 2021 je odprl svoja vrata J Hotel Shanghai Tower, luksuzni hotel v lasti in pod upravljanjem Jin Jiang International, velikega kitajskega hotelskega in turističnega podjetja. Hotel, ki zaseda najvišje 120. nadstropje stolpa s 165 sobami, je po podatkih CNN postal najvišji hotel na svetu.
Kot druga najvišja stavba na svetu od dokončanja leta 2015 je Šanghajski stolp leta 2021 izgubil ta naziv, ko ga je presegel Merdeka 118. Slednji je presegel Šanghajski stolp za nekaj več kot 49 metrov.
Decembra 2022 je bilo objavljeno, da je stolpnica po začetnih težavah z najemniki pred pandemijo dosegla 80-odstotno stopnjo zasedenosti pisarniških prostorov in 98-odstotno stopnjo zasedenosti komercialnih prostorov. Vodstvo stolpnice je razkrilo, da je 41 % najetih prostorov namenjenih tujim podjetjem, med katerimi so JPMorgan, CNG Paribas in Allianz, 30 % pa podjetjem iz lestvice Fortune 500. Med trenutnimi najemniki stolpnice so tudi Alibaba, Intesa Sanpaolo in odvetniške pisarne AllBright.

## Oblikovanje
Šanghajski stolp je zasnovalo ameriško arhitekturno podjetje Gensler, oblikovalsko ekipo pa je vodil šanghajski arhitekt Džun Šja.
Stolp ima obliko devetih valjastih stavb, zloženih druga na drugo, ki imajo skupaj 128 nadstropij, vse pa so obdane z notranjo plastjo steklene fasade. Med njo in zunanjo plastjo, ki se med dvigovanjem zvija, devet notranjih con zagotavlja javni prostor za obiskovalce. Vsako od teh devetih območij ima svoj atrij z vrtovi, kavarnami, restavracijami in prodajnimi prostori ter ponuja panoramski razgled na mesto.
Obe plasti fasade sta prozorni, prodajni in prireditveni prostori pa so na voljo ob vznožju stolpa. Prozorna fasada je edinstvena oblikovna značilnost, saj ima večina stavb samo eno fasado z visoko odsevnim steklom za zmanjšanje absorpcije toplote, vendar dvojna plast stekla Šanghajskega stolpa odpravlja potrebo po neprozornosti katere koli plasti. Stolp lahko dnevno sprejme do 16.000 ljudi. Pod nadstropji stolpa zagotavljajo parkirna mesta za 1800 vozil.

### Vertikalni transportni sistem
Vertikalni transportni sistem Šanghajskega stolpa je zasnoval ameriški svetovalec Edgett Williams Consulting Group, glavni svetovalec pa je bil direktor Steve Edgett. Edgett je v tesnem sodelovanju z Genslerjevimi oblikovalskimi in tehničnimi ekipami ustvaril sistem dvigal, v katerem so pisarniška nadstropja oskrbovana s štirimi nebesnimi avlami, vsako od katerih oskrbujejo dvonadstropna dvigala. Dostop do hotela je mogoč skozi peto nebesno avlo v nadstropjih 101/102. Vsako dvonadstropno preddverje služi kot skupnostni center za to območje stavbe, z udobjem, kot so hrana in pijača ter konferenčne sobe. Lokalne cone oskrbujejo enonadstropna dvigala po celotnem stolpu, razgledno ploščad na vrhu stolpa pa oskrbujejo tri ultra hitra dvigala, ki potujejo s hitrostjo 18 metrov na sekundo (40 mph), kar je najvišja hitrost, ki se doslej uporablja za komercialne stavbe. Ta tri dvigala dopolnjujejo tri gasilska dvigala, ki bodo znatno povečala pretok obiskovalcev do razgledne ploščadi v času največje uporabe. V primeru požara ali druge izredne situacije so dvigala v stavbi zasnovana tako, da evakuirajo potnike iz posebej zasnovanih zatočiščnih nadstropij, ki so v rednih intervalih po celotni višini stolpa.
Septembra 2011 je Mitsubishi Electric objavil, da je zmagal na razpisu za izgradnjo sistema dvigal v Šanghajskem stolpu. Mitsubishi je dobavil vseh 149 dvigal v stolpu, vključno s tremi modeli za visoke hitrosti, ki so lahko dosegli hitrost 1080 metrov na minuto (64,8 kilometra na uro). Ko so bila nameščena (2014), so bila to najhitrejša enonadstropna dvigala (18 metrov na sekundo) oziroma dvonadstropna dvigala (10 metrov na sekundo) na svetu. V sporočilu za javnost Mitsubishija z dne 10. maja 2016 je bilo navedeno, da je eno od treh nameščenih shuttle dvigal doseglo hitrost 1230 metrov na minuto – kar ustreza 73,8 kilometra na uro, najvišji hitrosti, ki jo je kdaj koli doseglo potniško dvigalo, nameščeno v delujoči stavbi. Stavba je podrla tudi rekord za najdlje potujoče enojno dvigalo na svetu in sicer 578,5 metra, s čimer je presegla rekord, ki ga je držal Burdž Kalifa. Uglašeni dušilec mase Šanghajskega stolpa, zasnovan za omejevanje nihanja na vrhu konstrukcije, je bil v času namestitve največji na svetu.

### Trajnost
Šanghajski stolp sestavljajo številne komponente zelene arhitekture; njegovi lastniki so prejeli certifikate Kitajskega odbora za zeleno gradnjo in Ameriškega sveta za zeleno gradnjo za trajnostno zasnovo stavbe. Leta 2013 je tiskovni predstavnik podjetja Gensler stolp označil za »najbolj zeleno super visokogradnjo na Zemlji v tem trenutku«. Stavba je zasnovana tako, da lovi deževnico za notranjo uporabo in ponovno uporabi del svoje odpadne vode.
Zasnova steklene fasade stolpa, ki se med dvigovanjem zasuka za 120°, naj bi zmanjšala obremenitev vetra na stavbo za 24 %. To je zmanjšalo količino potrebnih gradbenih materialov; Šanghajski stolp je porabil 25 % manj konstrukcijskega jekla kot običajna zasnova podobne višine. Posledično so gradbeniki stavbe prihranili približno 58 milijonov ameriških dolarjev pri stroških materiala. Tudi gradbene prakse so bile trajnostne. Čeprav bo večino energije stolpa zagotavljal konvencionalni elektroenergetski sistem, bo 270 vetrnih turbin z navpično osjo, nameščenih v fasadi in blizu vrha stolpa, sposobnih proizvesti do 350.000 kWh dodatne električne energije na leto in naj bi zagotovile 10 % električnih potreb stavbe. Dvoslojna izolacijska steklena fasada je bila zasnovana tako, da zmanjša potrebo po klimatizaciji v zaprtih prostorih in je sestavljena iz naprednega ojačenega stekla z visoko toleranco na temperaturne spremembe.[68] Poleg tega ogrevalni in hladilni sistemi stavbe uporabljajo geotermalne vire energije. Poleg tega se deževnica in odpadna voda reciklirata za splakovanje stranišč in namakanje zelenih površin stolpa.

## Galerija
- Junij 2009
- April 2010
- Januar 2011
- April 2011
- Avgust 2011
- December 2011
- Marec 2012
- Avgust 2012
- Januar 2013
- May 2013
- Avgust 2013
- Marec 2014
- December 2014